# جون بتيغيغ
جون بتيغيغ (بالإنجليزية: John Buttigieg)‏ (5 أكتوبر 1963 بسليمة في مالطا - ) هو مدرب كرة قدم ولاعب كرة قدم مالطي في مركزي قشاش والظهير. شارك مع منتخب مالطا لكرة القدم. أما مع النوادي، فقد لعب مع سلايما واندريرز وسويندون تاون ونادي برينتفورد ونادي فاليتا ونادي فلوريانا.

## وصلات خارجية
- جون بتيغيغ على موقع قاعدة بيانات كرة القدم.إي يو (الإنجليزية)
- جون بتيغيغ على موقع بيانات كرة القدم. دي إي (الألمانية)
- جون بتيغيغ على موقع ناشيونال فوتبول تيمز (الإنجليزية)
- جون بتيغيغ على موقع Soccerbase.com (لاعب) (الإنجليزية)
- جون بتيغيغ على موقع Soccerbase.com (مدرب) (الإنجليزية)
- جون بتيغيغ على موقع عالم كرة القدم.نت (الإنجليزية)